# カロリュス＝デュラン
カロリュス＝デュラン（Carolus-Duran、本名:Charles Auguste Émile Durand、1837年7月4日 - 1917年2月17日）はフランスの画家である。パリの上流階級のスタイリシュな人々を描いた人物画で知られる。美術教師として、ジョン・シンガー・サージェントらを指導した。

## 略歴
フランス北部のリールのホテルの経営者の息子に生まれた。リールの美術学校で地元の彫刻家に学び、画家のスーション(François Souchon)に学んだ。スーションの推薦で、リール市からの奨学金を得て、1853年にパリに留学した。カロリュス＝デュランと名乗るようになり、1859年にサロン・ド・パリに作品を出展した。1859年から1861年までパリの私立の美術学校、アカデミー・シュイスで学んだ。この頃は、写実主義の画家、ギュスターヴ・クールベに影響されていた。
1860年にリール市の絵画コンクール(Concours de Wicar)で受賞し、留学資格を得て、1862年から1864年までイタリアに留学し、ローマやラツィオを訪れ、イタリアの人々を描いた。1866年にサロン・ド・パリに出展した作品は高い評価を得て、リール市に買い上げられた。この絵を売った資金で、スペインを旅し、スペインでは17世紀のスペインの巨匠、ディエゴ・ベラスケスの作品から影響を受けた。フランスに帰国後、サロンドパリで金賞を受けた。
1867年に日本美術愛好家によって作られた親睦団体、「ジャングラールの会」のメンバーとなり、アンリ・ファンタン＝ラトゥールやフェリックス・ブラックモン、マルク＝ルイ・ソロンといったアーティストたちと月1回、日本料理を会食した。
1868年に画家のクロワゼット(Pauline Marie Croizette:1839-1912)と結婚し、3人の子供が生まれた。人気のある肖像画家となり、パリに広いスタジオを持ち、多くの弟子がスタジオで働いた。
1890年に、エルネスト・メソニエらと国民美術協会の再興に貢献した。1904年にレジオンドヌール勲章（オフィシエ）を受勲した。1905年から在ローマ・フランス・アカデミーの校長を務めた。

## 作品

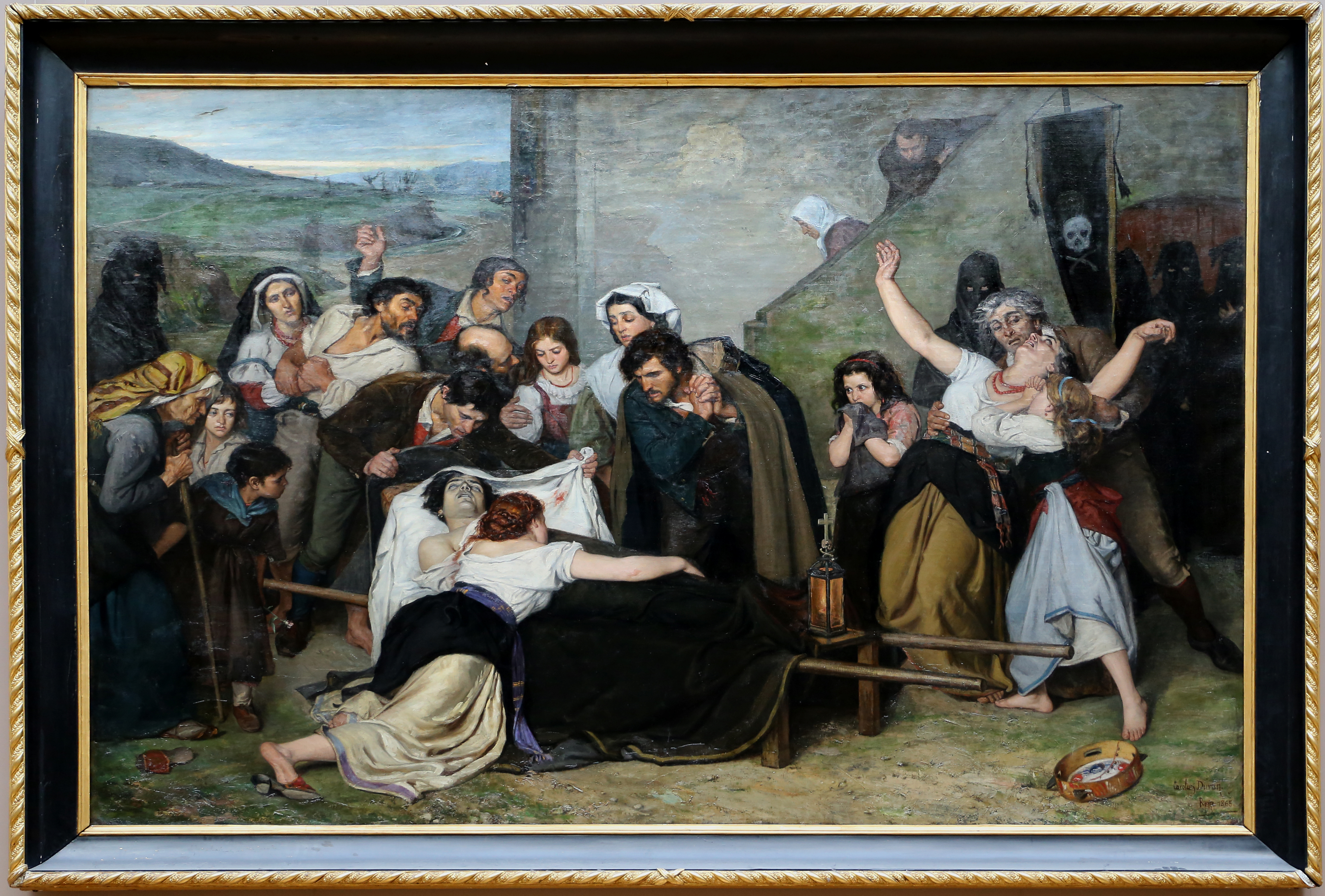
『暗殺者』(1866)
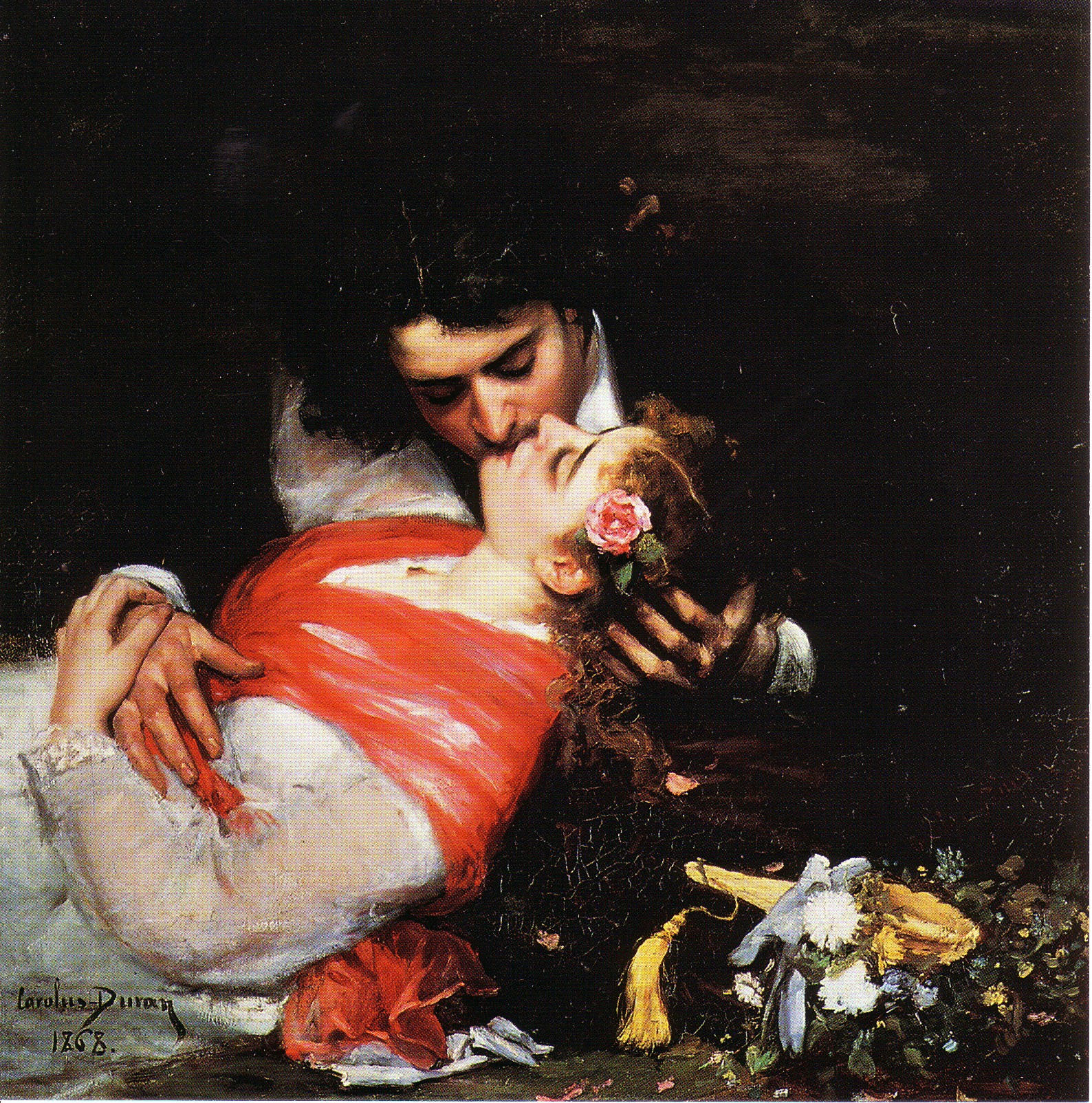
『接吻』(1868)
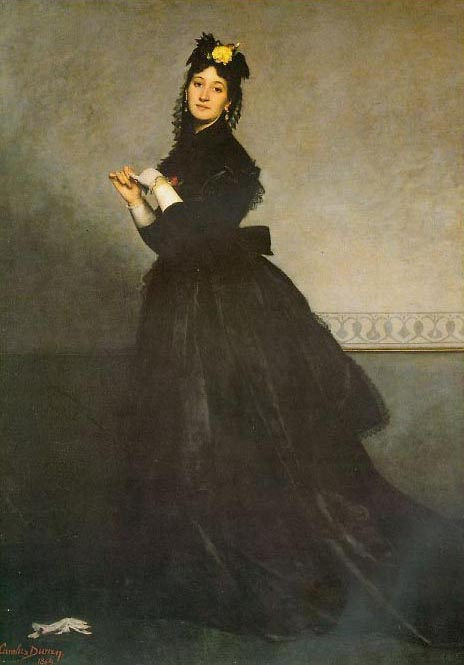
Pauline Croizette-画家でカロリュス＝デュランの妻 (1869)
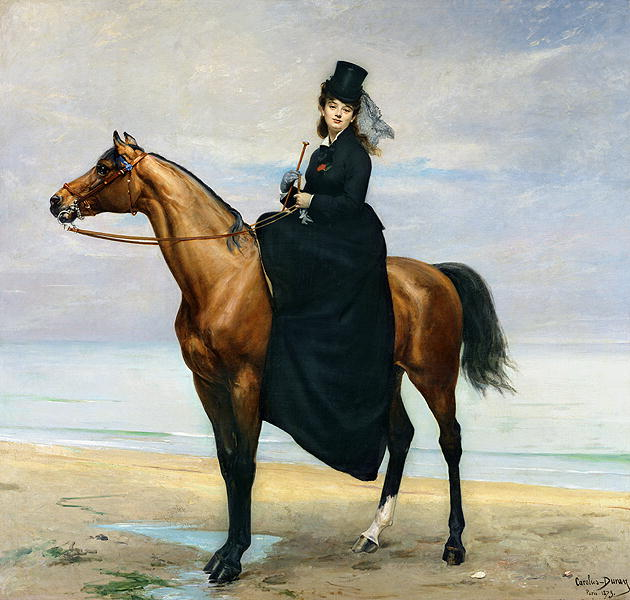
妻の肖像 (1873)
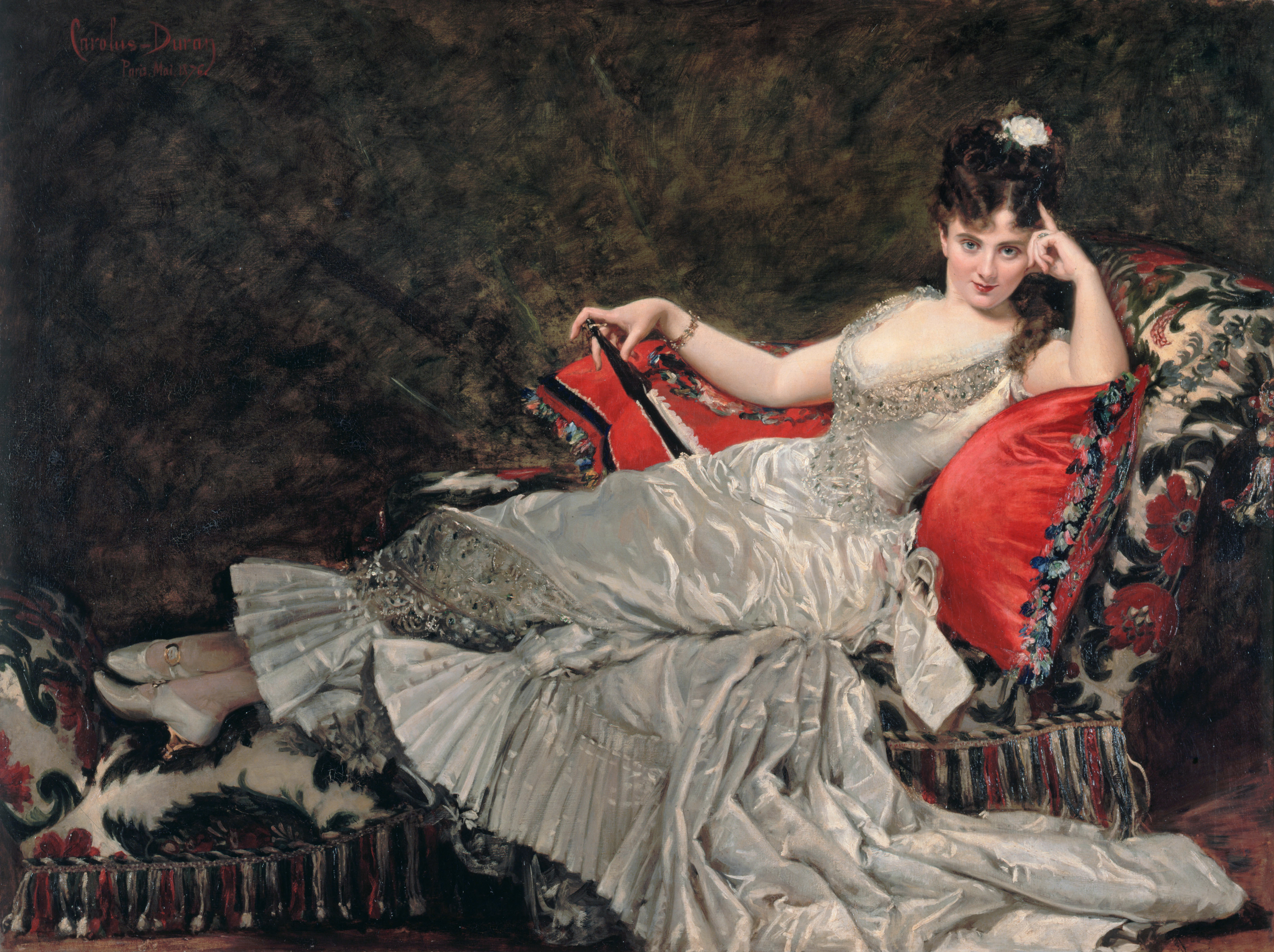
(1876)
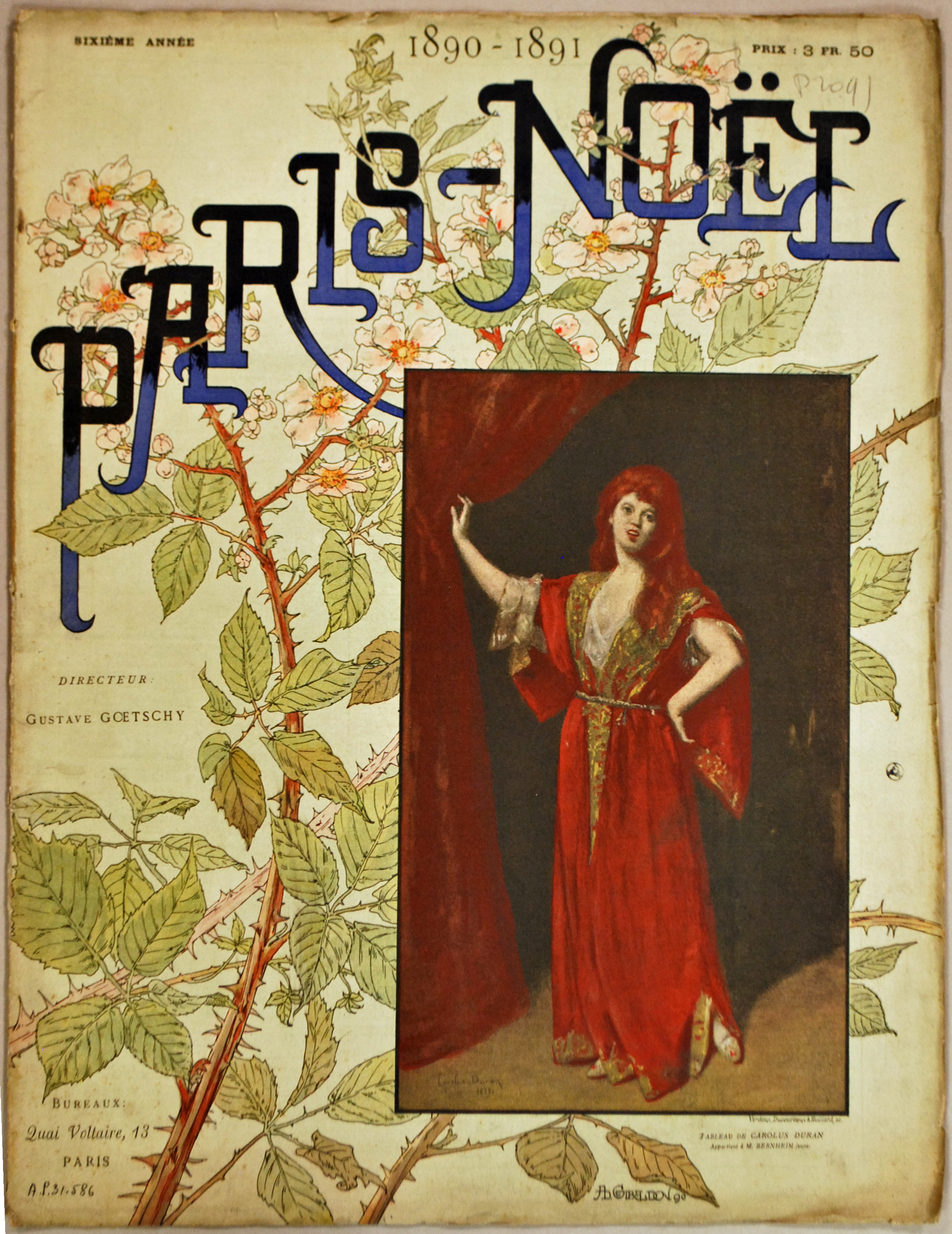
(1890)
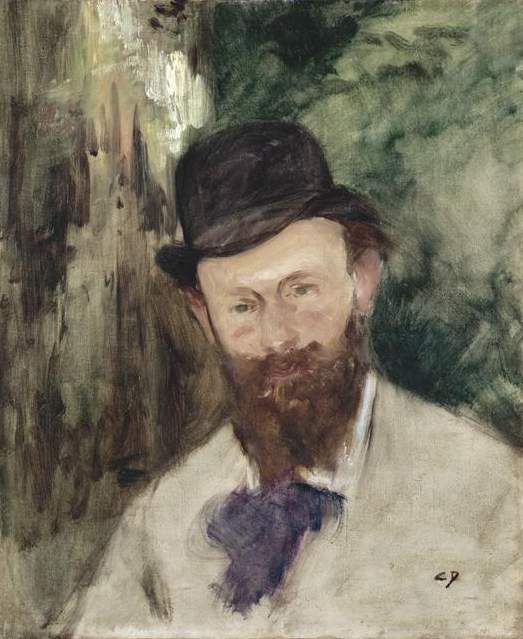
エドゥアール・マネ
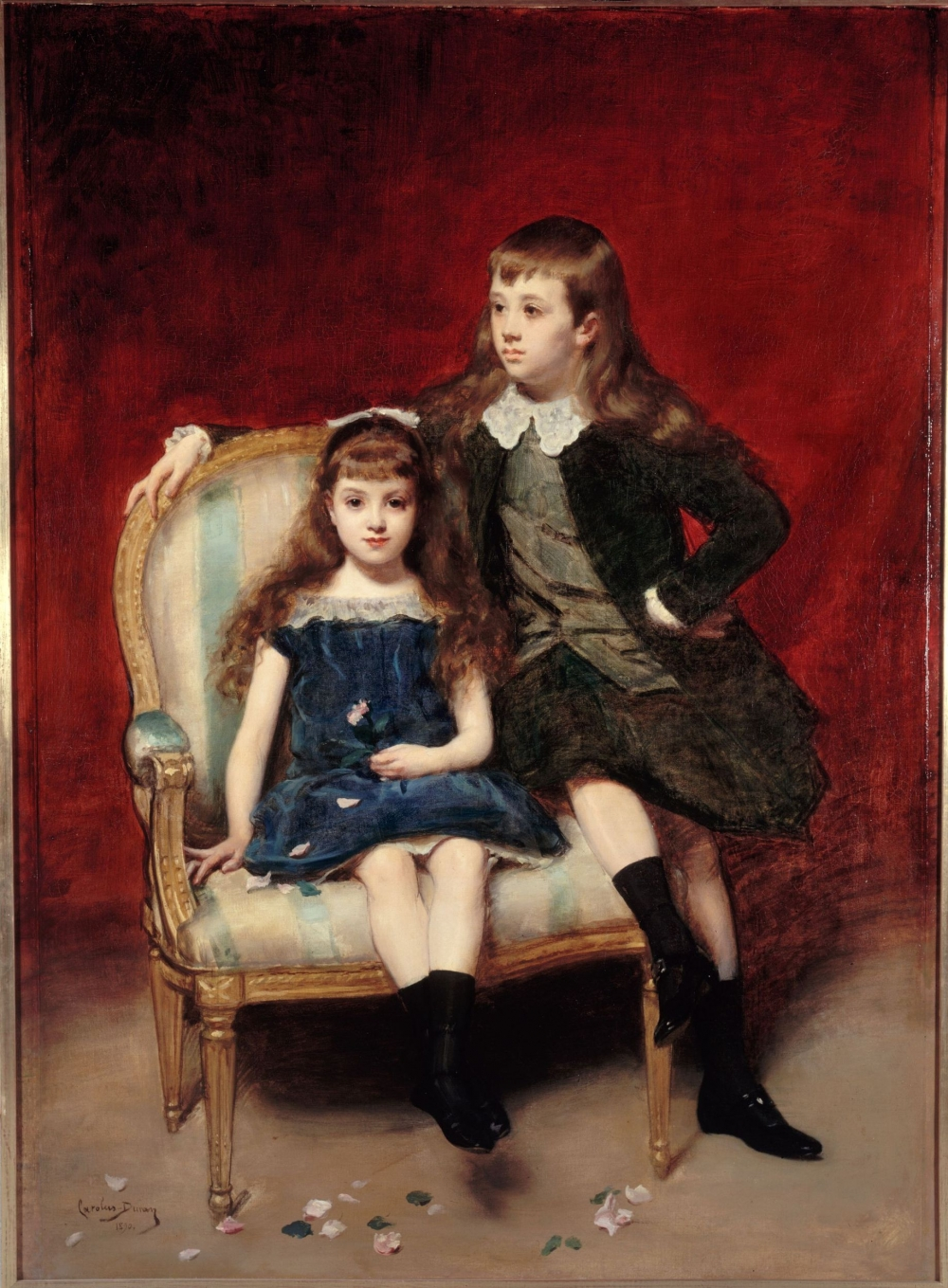

## カロリュス＝デュランの教えた学生
- エルネスト＝アンジュ・デュエズ (1843–1896)
- ノーマン・ガースティン (1847-1926)
- アンナ・ノルドグレン (1847-1916)
- エミール・シェフネッケル (1851-1934)
- ジェームズ・キャロル・ベックウィズ (1852-1917)
- セオドア・ロビンソン (1852-1896)
- ルイズ・アベマ (1853-1927)
- ウィル・ヒコック・ロー (1853–1932)
- ラルフ・ワームリー・カーティス (1854–1922)
- ラヴェル・バージ・ハリソン (1854-1929)
- ジョン・シンガー・サージェント (1856-1925)
- ケニオン・コックス (1856–1919)
- マクシミリアン・リュス (1858-1941)
- メアリー・フェアチャイルド・ロー (1858–1946)
- ポール・セザール・エリュー (1859-1927)
- ヤン・スタニスワフスキ (1860–1907)
- ルーシー・リー＝ロビンス (1865-1943)
- マリエット・レスリー・コットン (en) (1866–1947)
- フアナ・ロマーニ (1869-1923)
- Robert Alan Mowbray Stevenson (1847–1900)
- アレクサンドル・ジャン＝バティスト・ブルン (1853-1941)
- Mariquita Jenny Moberly (1855–1937)